# Othello (téléfilm, 1953)
Pour les articles homonymes, voir Othello.
Pour plus de détails, voir Fiche technique et Distribution.
Othello est un téléfilm canadien réalisé par David Greene et diffusé sur la chaine Canadian Broadcasting Corporation le 12 février 1953. Il s'agit d'un épisode de la série télévisée canadienne General Motors Theatre (en).

## Fiche technique
- Titre original : Othello
- Pays d'origine :  Canada
- Année : 1953
- Réalisation : David Greene
- Scénario : David Greene (adaptation)
- Histoire : William Shakespeare, d'après sa pièce éponyme
- Société de production : Canadian Broadcasting Corporation
- Société de distribution : Canadian Broadcasting Corporation
- Langue : anglais
- Format : Noir et blanc – 1,33:1 – Mono
- Genre : Drame
- Durée : 84 minutes
- Dates de sortie : 
  -  Canada : 12 février 1953

## Distribution
- Lorne Greene : Othello
- Joseph Fürst (en) : Iago
- Peggi Loder : Desdémona
- Patrick Macnee : Cassio (en)
- Richard Easton (en) : Roderigo (en)
- Katharine Blake (en) : Emilia (en)
- Robert Christie (en) :
- Christopher Plummer :